# دالتون مكارثي
دالتون مكارثي هو محامي وسياسي كندي، ولد في 10 أكتوبر 1836 في بلاكروك ‏ في جمهورية أيرلندا، وتوفي في 11 مايو 1898 في تورونتو في كندا. نشط حزبياً في حزب كندا المحافظ ومستقل. وقد انتخب عضو مجلس العموم الكندي.